# Mstów
Mstów je vas na jugu Poljske ob reki Varti in sedež istoimenske občine. Leži okrog 12 km vzhodno od Čenstohove. V letih 1279–1870 je imel status mesta.
V okolici naselja se razprostirajo apnenčasti hribi in druga rekreacijska območja.